# Hulekere, Gubbi
Hulekere là một làng thuộc tehsil Gubbi, huyện Tumkur, bang Karnataka, Ấn Độ.